# 伯耆町
伯耆町（ほうきちょう）は、鳥取県の西部に位置する町。大山西麓の日野川の流域にあたる。西伯郡に属す。古来からの鬼伝説や鴟尾の里でも全国的に知られている。
旧岸本町が鳥取県西部総合事務所管轄、旧溝口町が鳥取県日野総合事務所管轄だったが、2005年4月1日に伯耆町全域が鳥取県西部総合事務所管轄に統一された。

## 地理
- 山: 大山
- 河川: 日野川
- 湖沼:

## 歴史
- 2005年（平成17年）1月1日 - 西伯郡岸本町・日野郡溝口町が合併して伯耆町が発足[2]。

## 行政

### 庁舎
伯耆町行政組織は本庁舎、溝口分庁舎に分散している。
- 本庁舎:〒689-4133　鳥取県西伯郡伯耆町吉長37-3
  - 町長執務場所
  - 議会・議会事務局
  - 選挙管理委員会
  - 他
- 溝口分庁舎:〒689-4292 鳥取県西伯郡伯耆町溝口647
  - 教育委員会事務局
  - 農業委員会
  - 他

## 経済

### 産業

#### 工業
- コカ・コーラボトラーズジャパン大山工場
- 菅公アパレル伯耆工場

#### 商業
町内に店舗を置く企業
- フーズマーケット ホック
- まるごう
- セリア
- ココカラファイン
- ディスカウントドラッグコスモス
- ダイレックス
- イエローハット
- ジュンテンドー
- コメリ
- ファミリーマート
- ローソン
- ポプラ

#### 金融機関
- 山陰合同銀行
- ゆうちょ銀行
- JAバンク

### 名物・特産品
日本酒
- 久米桜、八郷（久米桜酒造）

地ビール
- 大山Gビール（久米桜麦酒）

ワイン
- 郷（農業法人大山ワイナリー）

どぶろく
- 上代

天然水
- 森の水だより 大山山麓

## 地域

### 人口
| |                                        |  |
| 伯耆町と全国の年齢別人口分布（2005年） | 伯耆町の年齢・男女別人口分布（2005年） |  |
| ■紫色 ― 伯耆町 ■緑色 ― 日本全国 | ■青色 ― 男性 ■赤色 ― 女性              |  |
| 伯耆町（に相当する地域）の人口の推移 \| 1970年（昭和45年） \| 11,803人 \| \| \| 1975年（昭和50年） \| 11,487人 \| \| \| 1980年（昭和55年） \| 12,071人 \| \| \| 1985年（昭和60年） \| 12,346人 \| \| \| 1990年（平成2年） \| 12,630人 \| \| \| 1995年（平成7年） \| 12,709人 \| \| \| 2000年（平成12年） \| 12,663人 \| \| \| 2005年（平成17年） \| 12,343人 \| \| \| 2010年（平成22年） \| 11,621人 \| \| \| 2015年（平成27年） \| 11,118人 \| \| \| 2020年（令和2年） \| 10,696人 \| \| |                                        |  |
| 総務省統計局 国勢調査より |                                        |  |
| 1970年（昭和45年） | 11,803人                               |  |
| 1975年（昭和50年） | 11,487人                               |  |
| 1980年（昭和55年） | 12,071人                               |  |
| 1985年（昭和60年） | 12,346人                               |  |
| 1990年（平成2年） | 12,630人                               |  |
| 1995年（平成7年） | 12,709人                               |  |
| 2000年（平成12年） | 12,663人                               |  |
| 2005年（平成17年） | 12,343人                               |  |
| 2010年（平成22年） | 11,621人                               |  |
| 2015年（平成27年） | 11,118人                               |  |
| 2020年（令和2年） | 10,696人                               |  |

### 住所表記
伯耆町発足により住所表記が以下の通り変更された。
- 旧岸本町は「西伯郡岸本町△△」→「西伯郡伯耆町△△」とする。
- 旧溝口町は「日野郡溝口町△△」→「西伯郡伯耆町△△」とする。
- -例外-
鳥取県西伯郡岸本町福岡 → 鳥取県西伯郡伯耆町福岡原
- なお、立岩（旧岸本町）と岩立（旧溝口町）は混同されやすいが、地名の変更は行われていない。
鳥取県西伯郡岸本町立岩 → 鳥取県西伯郡伯耆町立岩
鳥取県日野郡溝口町岩立 → 鳥取県西伯郡伯耆町岩立

### 教育

#### 小学校
- 伯耆町立岸本小学校
- 伯耆町立二部小学校
- 伯耆町立溝口小学校
- 伯耆町立八郷小学校

#### 中学校
- 伯耆町立岸本中学校
- 伯耆町立溝口中学校

## 隣接している自治体
- 鳥取県米子市、大山町、南部町、日野町、江府町

## 交通

### 鉄道路線
- 西日本旅客鉄道（JR西日本）
  - 伯備線：伯耆溝口駅 - 岸本駅
  - 中心となる駅：岸本駅

### 路線バス
- 日ノ丸自動車
- 伯耆町型バス事業 - コミュニティバス
- 町内の米子自動車道溝口インターチェンジ・大山パーキングエリアに日本交通の大阪・神戸 - 鳥取間高速バス「山陰特急バス」が停車する（昼行・夜行）。
  - 梅田・なんば・弁天町・千里NT・伊丹空港・神戸三宮・宝塚IC・西宮北IC - 溝口インターチェンジ - 大山パーキング

### 道路
- 高速道路
  - 米子自動車道　溝口インターチェンジ - 大山パーキングエリア
- 一般国道
  - 国道181号
  - 国道183号
  - 国道482号
- 都道府県道
  - 鳥取県道1号溝口伯太線
  - 鳥取県道35号西伯根雨線
  - 鳥取県道36号名和岸本線
  - 鳥取県道45号倉吉江府溝口線
  - 鳥取県道46号日野溝口線
  - 鳥取県道52号岸本江府線
  - 鳥取県道53号淀江岸本線
  - 鳥取県道158号大山口停車場大山線
  - 鳥取県道159号米子丸山線
  - 鳥取県道209号大滝白水線
  - 鳥取県道253号岩屋谷米子線
  - 鳥取県道284号大山寺岸本線
  - 鳥取県道316号米子岸本線
  - 鳥取県道326号大山高原スマートインター線

## 情報通信
市外局番は、0859となっている。
- 0859エリア
  - 米子市・境港市・日吉津村・大山町（中山地区を除く）・南部町・伯耆町・日南町・日野町・江府町
  - 岸本電話交換所管轄（39（8千番台）、68（2 - 9千番台））
  - 溝口電話交換所管轄（39（9千番台）、62（0 - 2、7千番台）、63（0、7 - 9千番台））
  - 大山寺電話交換所管轄（48（6千番台）、52（2、3、6 - 9千番台））

米子市・日吉津村・南部町・伯耆町の1市2町1村全域の郵便物の集配は、米子郵便局が行う。
- 683-00xx、683-08xx、683-85xx、683-86xx、683-87xx、683-01xx、689-35xx、689-34xx、683-03xx、683-02xx、689-41xx、689-42xx

## 名所・旧跡・観光スポット・祭事・催事
- 植田正治写真美術館
- 国立公園大山ますみず高原観光リフト・スキー場
- 鬼の館ホール
- 蛸舞式神事 （溝口 福岡神社 10月第3水曜日）[3]
- 矢田貝家住宅（国登録有形文化財） - 所在地は上細見[4]。矢田貝家は日野川右岸に位置し、地主経営や醸造業を営んだ[5]。

## 出身有名人

### 政治家
- 野坂清一郎（鳥取県会議員、大幡村長）[6]
- 野坂浩賢（衆議院議員） - 元内閣官房長官。旧岸本町出身。
- 三谷秀治（衆議院議員)   - 旧溝口町出身。

### 経済人
- 橋谷義孝（農学博士、大日本ビタミン製薬会長、日本発酵工業社長） - 旧溝口町出身。
- 矢田貝平重（醸造家、素封家、大地主、中国貯蓄銀行取締役）
- 矢田貝猶治（大地主、素封家、中国貯蓄銀行取締役）

### 学術
- 橋谷義人（農学博士、大阪成蹊女子短期大学学長）- 旧溝口町出身。

### 芸能人
- イモトアヤコ（お笑い芸人） - 旧岸本町出身。
- 長谷川崇夫（P.I.MONSTERのヴォーカル） - 旧岸本町出身。

### 文化人
- 大江賢次（小説家） - 絶唱の作者。旧溝口町出身。
- しのだひでお（漫画家） - 旧溝口町出身。

### スポーツ選手
- 無良隆志（元スケート選手） - 旧岸本町出身。

### 歴史上の人物
- 安綱（大原安綱） - 平安時代の著名刀鍛冶。

## 画像

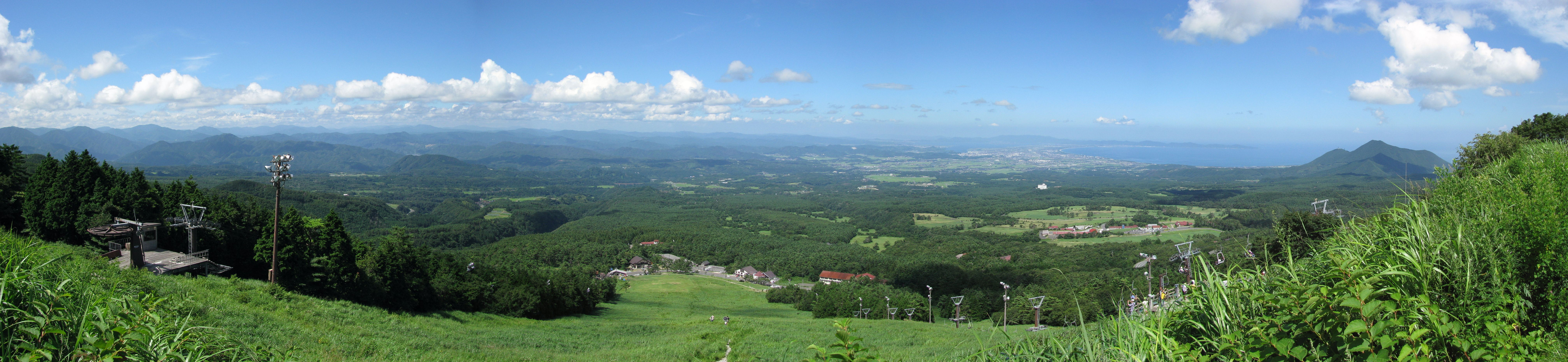
伯耆町全景

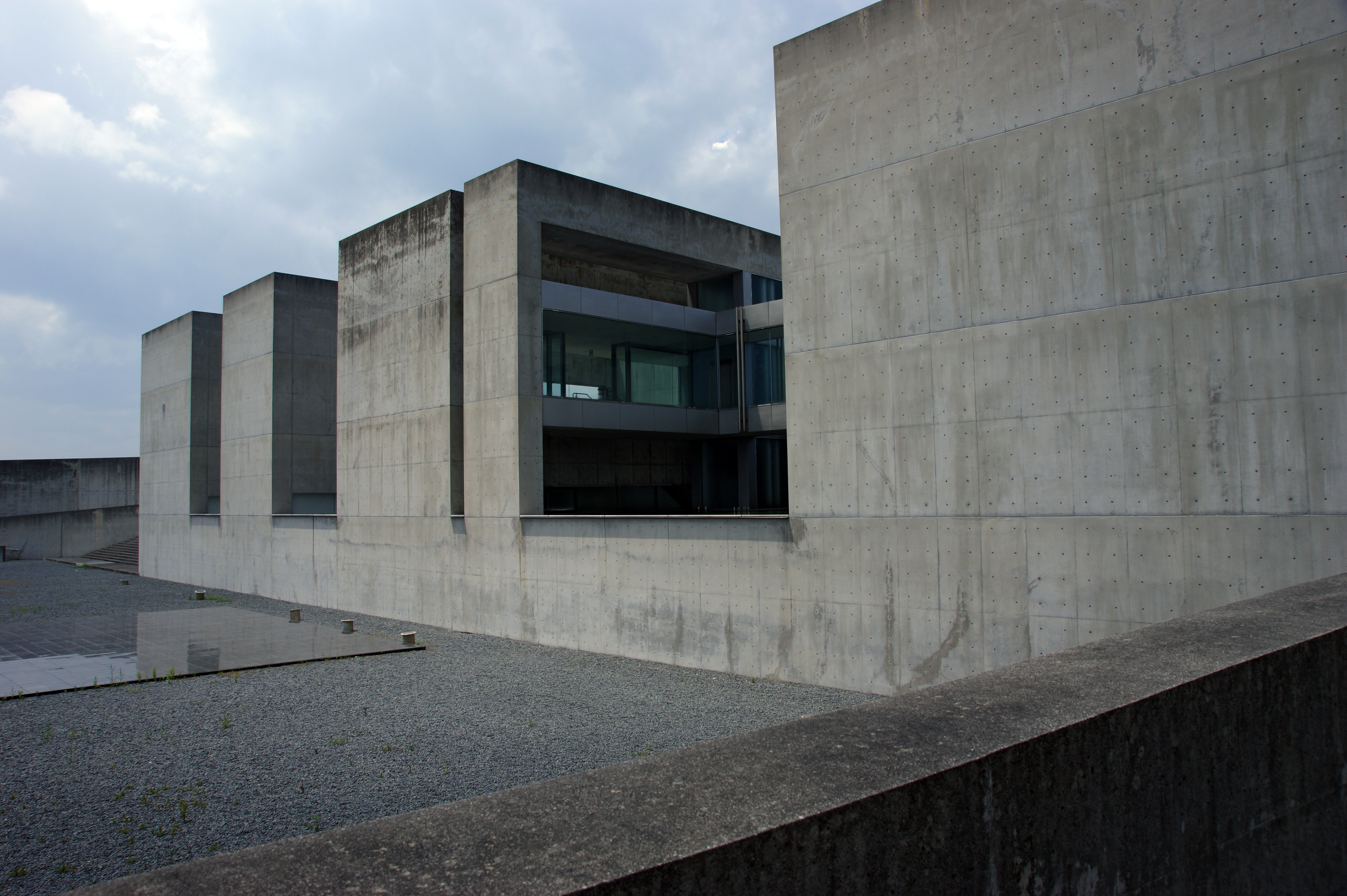
植田正治写真美術館外観
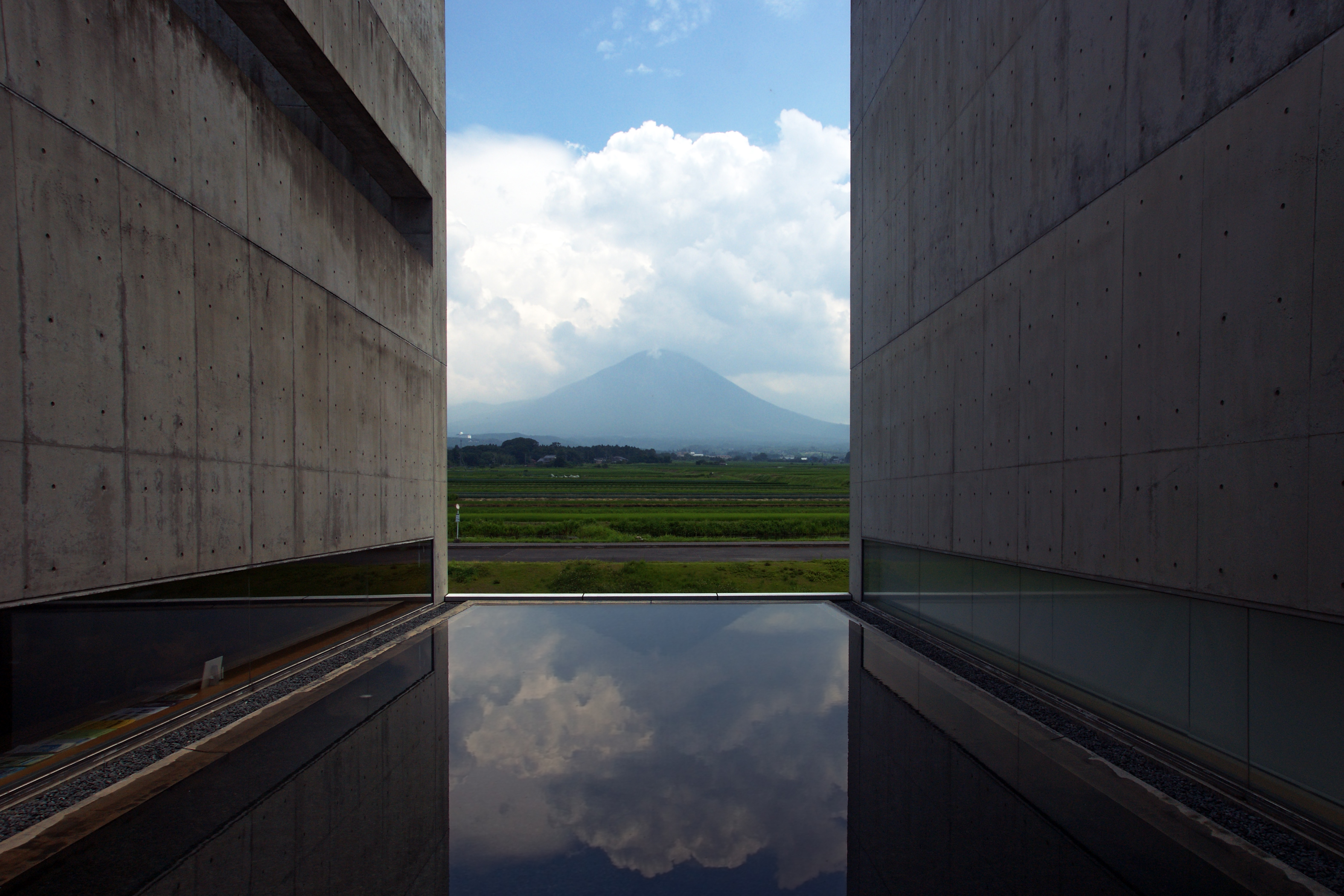
植田正治写真美術館、大山と逆さ大山
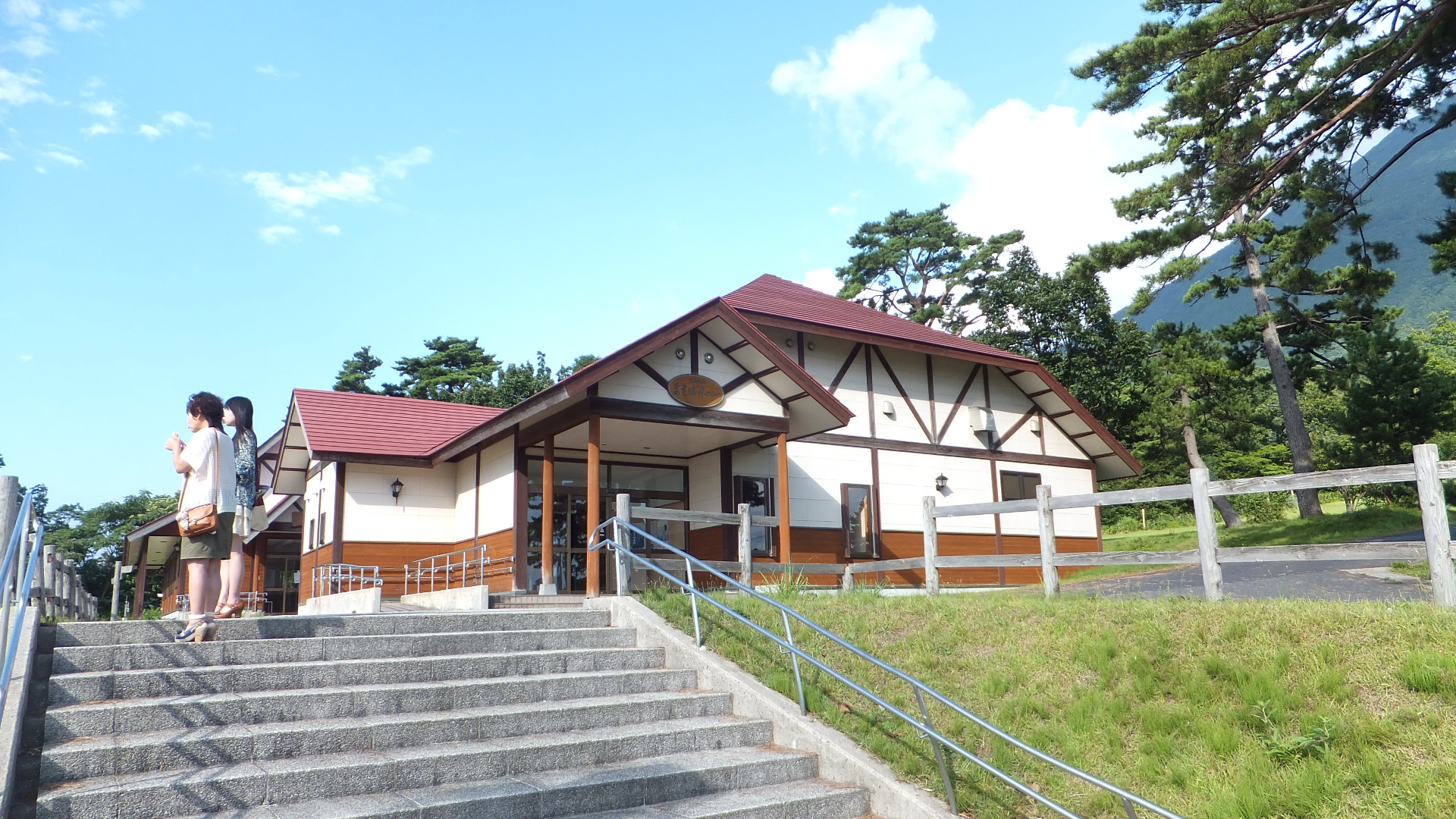
大山まきばみるくの里